# Los desposeídos
Los desposeídos: una utopía ambigua (título original The Dispossessed: an ambiguous utopia) es una novela de ciencia ficción escrita por Ursula K. Le Guin en 1974, ganadora de los premios Nebula de 1974, Hugo de 1975 y Locus del mismo año. También ganadora del Hall of Fame del Prometheus Award en 1993. Muy polémica, no suele dejar indiferente a nadie. Se la considera uno de los ejemplos característicos del subgénero de ciencia ficción social.
La historia ocurre en un planeta llamado Urras y en su luna Anarres, ambos pertenecientes al Ekumen (el mismo universo ficticio utilizado por Ursula K. Le Guin en muchas otras novelas de ciencia ficción). Los habitantes de Anarres son los descendientes de exiliados de Urras a causa de su participación en una revolución anarquista casi doscientos años antes de los sucesos que se relatan en el libro. Su régimen político viene a ser una especie de anarquismo taoísta. Viven en una cultura de compartición en un mundo extremadamente pobre en recursos. Los habitantes de Urras, por el contrario, han desarrollado una cultura urbana capitalista en un mundo que no impone tantos rigores para la supervivencia.
El protagonista, Shevek, es un filósofo y científico anarquista que pretende desarrollar una teoría que permita la construcción de un ansible: un dispositivo de comunicación interestelar que supere las limitaciones de la física relativista y la velocidad de la luz. Debido a la actitud autárquica de su mundo natal (Anarres), Shevek tiene problemas para desarrollar su teoría, razón por la cual decide embarcarse en un arriesgado viaje hacia Urras con el objetivo de contactar con otros matemáticos y físicos que puedan hacer realidad las implicaciones prácticas de la misma. La trama muestra sus vicisitudes en Anarres y también sus problemas al llegar a Urras.
El libro también explora algunos aspectos de la hipótesis de Sapir-Whorf sobre las relaciones semánticas del lenguaje y los conceptos básicos del mundo; concretamente a través de la modificación del lenguaje de los anarquistas, que desaprueban el uso de determinadas categorías gramaticales como el uso del posesivo (por ejemplo, los niños aprenden a hablar del pañuelo "que yo uso" en vez de "mi" pañuelo, pañuelo que "comparto contigo" en vez de "prestártelo",... siendo la idea que las personas llevan y utilizan cosas en vez de poseerlas). El lenguaje hablado en Anarres (právico) es un lenguaje artificial que refleja muchos aspectos de los fundamentos filosóficos de una utopía anarquista.
Los desposeídos está considerada por algunos anarquistas como una excelente descripción de los mecanismos que permitirían desarrollar una sociedad anarquista, pero también de los peligros de la centralización y la burocracia, peligros que fácilmente desplazan a la ideología revolucionaria e impiden su desarrollo. Parte del poder de atracción de esta novela es que nos ofrece un espectro fantástico de personajes bien desarrollados que ilustran los diferentes tipos de personalidades posibles en esta situación; todos ellos educados en un entorno que mide a las personas, no por lo que tienen, sino por lo que pueden hacer y por cómo se relacionan con otros seres humanos. Probablemente el mejor ejemplo de esto último es el personaje de Takver, la compañera del protagonista, que ejemplifica muchas virtudes: la lealtad, el amor por la vida y las cosas vivas, la perseverancia y el deseo de una verdadera relación de compañerismo con otra persona.
En ocasiones se dice que esta novela es una de las pocas que reviven el género utópico, aunque también es cierto que uno de los principales temas del relato es la ambigüedad que ofrecen las diferentes nociones del término "utopía".

## Recepción crítica
La novela recibió críticas generalmente positivas. En el lado positivo, Baird Searles caracterizó la novela como una «obra extraordinaria», diciendo que Le Guin había «creado una sociedad trabajadora con exquisito detalle» y «una cultura hipotética plenamente realizada [así como] personajes vivos que son productos inevitables de esa cultura».